# Stazione di Crispiano San Raffaele
La stazione di Crispiano San Raffaele è una fermata ferroviaria non più in utilizzo a servizio dell’ospedale di Crispiano. Posta sulla linea Bari-Taranto, è gestita dalle Ferrovie del Sud Est.

## Storia
Entrò in servizio nel 1931, assieme al tronco Martina Franca-Taranto della linea Bari-Taranto.

## Servizi
La fermata non dispone di alcun servizio.

## Movimento
Pur formalmente attiva, la stazione non è servita da alcun treno, tanto da non essere nemmeno riportata sull'orario ufficiale di Ferrovie del Sud Est.